# Lorenzo Sánchez López
Lorenzo Sánchez López (Tomelloso, Ciudad Real, 7 de enero de 1949 - Madrid, 13 de diciembre de 2008) fue un geógrafo, profesor y catedrático de la Universidad de Castilla-La Mancha, autor de varias obras de contenido geográfico y didáctico. 

## Biografía
Ocupó diferentes puestos de responsabilidad como la Secretaría de la recién nacida Universidad de Castilla-La Mancha. Obtuvo el grado de doctor con su tesis de geografía histórica sobre su ciudad natal, Tomelloso. Posteriormente obtuvo la cátedra de escuela universitaria. 
Fue profesor de la Universidad de Castilla-La Mancha, en el Departamento de Geografía y Ordenación del Territorio. Su docencia la impartió fundamentalmente en la Escuela de Magisterio de Ciudad Real. Alternó la docencia universitaria con la militancia política y la participación en movimientos sociales, siendo el primer presidente de la Plataforma de Tomelloso (1999). Además realizó una importante tarea de investigación y divulgación geográfica y didáctica, publicando varios libros y decenas de artículos.
Participó activamente en la vida cultural de la Universidad y de su ciudad natal, de la que era un gran conocedor y divulgador, y organizó eventos académicos como el Congreso Ibérico de Didáctica de la Geografía con la Asociación de Geógrafos Españoles y su Grupo de Didáctica y la Asociación de Profesores de Geografía de Portugal.
Sus trabajos de investigación y de divulgación en torno al patrimonio concebido como la escritura que han venido haciendo los hombres y mujeres en el territorio y en el paisaje sirvieron para que se prestase una especial atención a determinados elementos de gran interés como el Bombo (arquitectura), construcción realizada con piedra caliza sin argamasa, con cúpula por aproximación de hiladas o las chimeneas de las antiguas alcoholeras de su ciudad natal, Tomelloso. Así, cientos de construcciones se salvaron de la destrucción que se venía produciendo. 

## Premios
- 1988 - Medalla de Oro de la Universidad de Castilla-La Mancha[1]
- 1995 - Medalla conmemorativa del X aniversario de la Universidad de Castilla-La Mancha[3]